# Lokaci
Lokaci (în ucraineană Локачі) este așezarea de tip urban de reședință a raionului Lokaci din regiunea Volînia, Ucraina. În afara localității principale, nu cuprinde și alte sate.

## Demografie
Componența lingvistică a așezării de tip urban Lokaci
     Ucraineană (99,08%)
     Alte limbi (0,86%)
Conform recensământului din 2001, majoritatea populației așezării de tip urban Lokaci era vorbitoare de ucraineană (99,08%), existând în minoritate și vorbitori de alte limbi.